# Mercy Achieng
Mercy Achieng Onyango, née le 12 août 1992, est une footballeuse kényane jouant au poste du milieu de terrain. Elle joue pour le club Thika Queens et l'équipe nationale du Kenya.

## Carrière
Mercy participe à la Coupe d'Afrique des Nations féminine 2016  avec le Kenya.
Elle marque pour pour son pays durant un match du championnat féminin COSAFA 2017 contre le Swaziland,.